# Dollhouse (멜라니 마르티네즈의 노래)
"Dollhouse"는 미국의 싱어송라이터 멜라니 마르티네즈의 데뷔 싱글이다. 프로덕션 듀오 키네틱스 & 원 러브와 함께 작업한 이 곡은 2014년 2월 10일 그녀의 동명 데뷔 EP의 리드 싱글로 발매되었으며, 이후 정규 데뷔 음반 《Cry Baby》(2015)에도 수록되었다. 가사적으로 "Dollhouse"는 겉으로는 완벽해 보이지만 실상은 불화로 가득한 가족을 다루고 있다. 마르티네즈는 이 곡이 "완벽한 플라스틱 외관 뒤에 숨겨진" 가족을 묘사한다고 설명했다. 또한, "Dollhouse"는 사람들이 유명인을 바라보는 방식과 그들의 겉보기에는 완벽한 공적 삶을 풍자하는 은유라고도 밝혔다.
이 곡은 ABC 패밀리 시리즈 Pretty Little Liars의 프리뷰 영상에 사용되었다.

## 곡 목록
| #            | 제목          | 재생 시간 |
| ------------ | ------------- | --------- |
| 1.           | 〈Dollhouse〉 | 3:51      |
| 총 재생 시간 | 총 재생 시간  | 3:51      |

| #            | 제목                                             | 재생 시간 |
| ------------ | ------------------------------------------------ | --------- |
| 1.           | 〈Dollhouse〉 (Kiely Rich Remix)                 | 6:20      |
| 2.           | 〈Dollhouse〉 (One Love Remix)                   | 4:27      |
| 3.           | 〈Dollhouse〉 (Jai Wolf Remix)                   | 4:08      |
| 4.           | 〈Dollhouse〉 (Treasure Fingers H.O.U.S.E Remix) | 4:46      |
| 총 재생 시간 | 총 재생 시간                                     | 19:41     |

## 인증
| 국가                               | 인증        | 판매량/출하량 |
| ---------------------------------- | ----------- | ------------- |
| 캐나다 (뮤직 캐나다)               | 플래티넘    | 80,000        |
| 영국 (BPI)                         | 실버        | 200,000       |
| 미국 (RIAA)                        | 2× 플래티넘 | 2,000,000     |
| 판매량+스트리밍을 기반으로 한 인증 |             |               |